# Прапор Танзанії

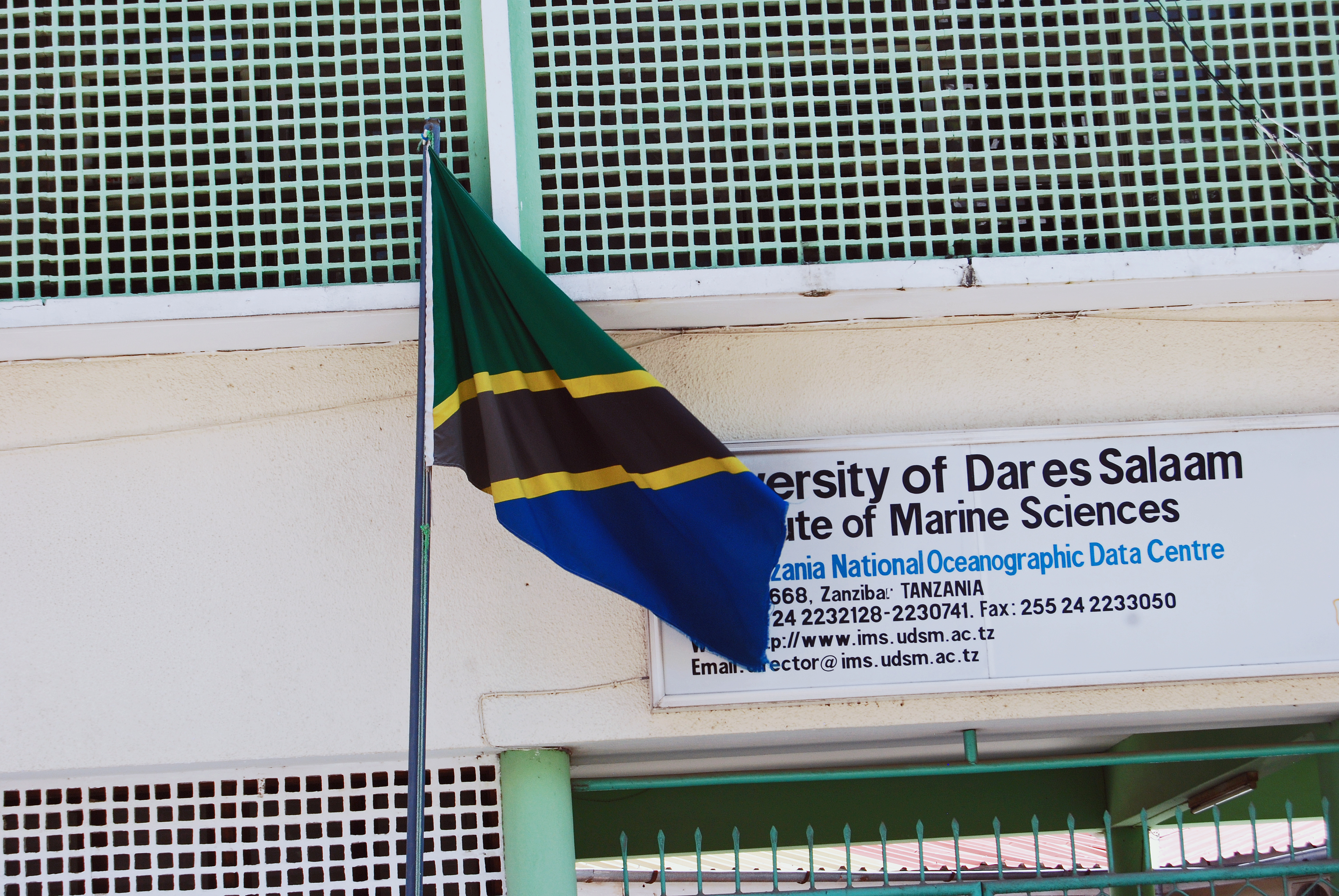
Прапор Танзанії в Університеті Дар-ес-Салама

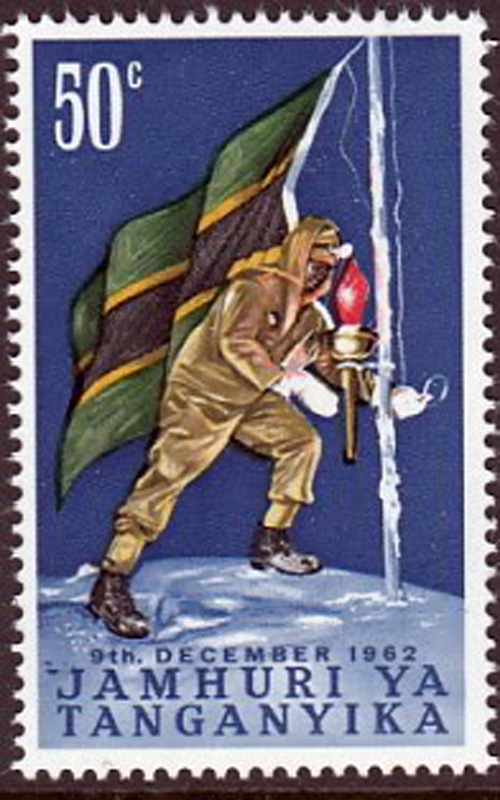
Альпініст Алекс Ніренда на вершині піку Ухуру з прапором Танганьїки на марці Танганьїки

Прапор Танзанії (суах. bendera ya Tanzania) складається з чорної діагональної смуги з жовтими краями, розділеної по діагоналі від нижнього кута з боку древка, із зеленим верхнім трикутником і світло-блакитним нижнім трикутником.  Прийнятий у 1964 році для заміни окремих прапорів Танганьїки та Занзібару, це був прапор Об’єднаної Республіки Танзанія з моменту об’єднання двох держав того ж року. Дизайн нинішнього прапора містить елементи двох попередніх прапорів. Це один із відносно невеликої кількості національних прапорів, які містять діагональну лінію, з іншими прикладами, зокрема прапори ДР Конго, Намібії, Тринідаду і Тобаго та Брунею.

## Історія
Сполучене Королівство, разом зі своїм домініоном Південно-Африканським Союзом та союзником Бельгією – окупували більшість Німецької Східної Африки в 1916 році під час Східноафриканської кампанії. Через три роки британцям було доручено керувати територією Танганьїка як мандатом Ліги Націй. Вона була перетворена на підопічну територію ООН після Другої світової війни, коли Ліга Націй розпустилася в 1946 році та була сформована Організація Об'єднаних Націй. У 1954, Африканська асоціація Танганьїки – яка виступали проти британського колоніального панування – стала Африканським національним союзом Танганьїки (TANU) під керівництвом Джуліуса Ньєрере та Оскар Камбона. Метою політичної партії було досягнення незалежності території; її прапор був триколор, що складався з трьох горизонтальних зеленої, чорної та жовтої смуг.  Незадовго до здобуття незалежності в 1961 році відбулися вибори в Танганьїці.  Після того, як TANU перемогла, британські колоніальні лідери порадили їм використати дизайн прапора своєї партії як джерело натхнення для нового національного прапора.  У результаті було додано жовті смуги, і Танганьїка стала незалежною 9 грудня 1961 року.
Султанат Занзібар – який був британським протекторатом до 1963 року – використовував червоний прапор під час свого правління на острові. Останній султан був скинутий під час Занзібарської революції 12 січня 1964 року, а Партія Афро-Шіразі – правляча політична партія новоствореної Народної Республіки Занзібар – наступного місяця прийняла національний прапор, натхненний прапором її власної партії. Він складався з триколору з трьома горизонтальними синьою, чорною та зеленою смугами.
У квітні 1964 року Танганьїка і Занзібар об’єдналися в єдину державу – Об’єднану Республіку Танзанія.  Отже, дизайни прапорів двох держав були об’єднані, щоб створити новий національний прапор.  Зелений і чорний кольори з прапора Танганьїки були збережені разом із синім з прапора Занзібару, з діагональним дизайном, який використовується «для виразності».  Ця комбінована конструкція була прийнята 30 червня 1964 року.  Він був зображений на першому наборі марок, випущених нещодавно об’єднаною країною.

Прапор Національного африканського союзу Танганьїки, (TANU). Неофіційний державний прапор Танганьїки з 1 травня 1961 року по 9 грудня 1961 року.
Прапор Танганьїки до 1964 р.
Прапор Занзібару до 1964 р.

## Символізм
Кольори та символи прапора мають культурне, політичне та регіональне значення. Зелений натякає на природну рослинність і «багаті сільськогосподарські ресурси» країни,  в той час як чорний колір представляє народ суахілі, який походить із Танзанії.  Блакитний уособлює Індійський океан, а також численні національні озера та річки.  Тонкі смужки означають багатство корисних копалин Танзанії, отримані з «багатих родовищ» на землі.

## Історичні прапори
| Прапор | Дата                    | Використання                                              | Опис |
| ------ | ----------------------- | --------------------------------------------------------- | --- |
|        | 1885–1891               | Прапор Німецької Східної Африки                           | |
|        | 1891–1918               | Прапор Німецької Східної Африки                           | Горизонтальний чорно-біло-червоний триколор з Німецьким орлом у білому колі посередині.                                                                        |
|        | 1914                    | Проєкт прапора Німецької Східної Африки                   | Горизонтальний чорно-біло-червоний триколор з левом у червоному щиті посередині. Нереалізований через початок Першої Світової Війни.                           |
|        | 1918–1919               | Прапор Німецької Східної Африки                           | Горизонтальний чорно-червоно-жовтий триколор. |
|        | 1919–1961               | Прапор території Танганьїка                               | Британський Червоний прапор з емблемою Британського мандату Ліги Націй (британська підопічна територія ООН після 1946) у центрі зовнішньої половини прапора.   |
|        | 1961–1964               | Прапор Танганьїки                                         | Зелене поле з чорною горизонтальною смугою із золотим краєм у центрі.                                                                                          |
|        | 1505–1521               | Прапор Португальського Занзібару                          | Біле поле з гербом у центрі. |
|        | 1521–1578               | Прапор Португальського Занзібару                          | Біле поле з гербом у центрі. |
|        | 1578–1640               | Прапор Португальського Занзібару                          | Біле поле з гербом у центрі. |
|        | 1640–1667               | Прапор Португальського Занзібару                          | Біле поле з гербом у центрі. |
|        | 1667–1698               | Прапор Португальського Занзібару                          | Біле поле з гербом у центрі. |
|        | 1698–1856               | Прапор Занзібару як частини Оманського імамату            | Звичайне червоне поле. |
|        | 1856–1896               | Прапор Занзібарського султанату                           | 13 горизонтальних смуг. 4 червоних, 4 зелених, 2 білих і 3 жовтих з 8 зеленими півмісяцями. 3 у верхній і нижній жовтих смугах і 2 у центральній жовтій смузі. |
|        | 1896–1963               | Прапор Занзібарського султанату (Британський протекторат) | Звичайне червоне поле. |
|        | 1963–1964               | Прапор Занзібарського султанату                           | Червоне поле із зеленим диском у центрі з двома жовтими гвоздиками.                                                                                            |
|        | 12–29 січня 1964        | Прапор Народної Республіки Занзібар і Пемба               | Горизонтальний триколор чорного, жовтого та синього кольорів.                                                                                                  |
|        | 29 січня–26 квітня 1964 | Прапор Народної Республіки Занзібар і Пемба               | Горизонтальний триколор синього, чорного та зеленого кольорів.                                                                                                 |